# Brooklyn-Manhattan Transit Corporation
Pour les articles homonymes, voir BMT.

Les lignes de l'ancienne BMT sont les lignes désignées par des lettres, allant de la ligne J à la ligne Z. On les retrouve notamment à la station de Canal Street.

La Brooklyn-Manhattan Transit Corporation (ou BMT) était une société holding privée de transport en commun, basée dans l'arrondissement de Brooklyn à New York. Elle fut créée en 1923, quatre ans après la faillite de la Brooklyn Rapid Transit Company (BRT) qui gérait l'essentiel des réseaux de métro de Brooklyn, du Queens ainsi que plusieurs sections de métro souterrain à Manhattan. Elle constitue ainsi, avec l'Interborough Rapid Transit Company (IRT) et l'Independent Subway System (IND) l'une des trois entreprises à l'origine de l'actuel métro de New York. Elle fut cependant rachetée par la ville de New York en 1940, dans le but de consolider les trois réseaux existant (BMT, IRT et IND) en une seule entité. C'est dans cette optique que l'actuelle New York City Transit Authority fut créée en 1953. 
Les lignes actuelles issues de la BMT sont les lignes désignées par les lettres J à Z. D'un point de vue technique, et en termes de matériel roulant, elles appartiennent à la Division B (avec les anciennes lignes de l'IND). Les principales lignes issues de l'ancienne BMT sont la Nassau Street Line (lignes ,,), la Broadway Line (lignes ,,,), et la Canarsie Line (ligne ).

## Histoire

### La BMT comme entité indépendante (1923-1940)

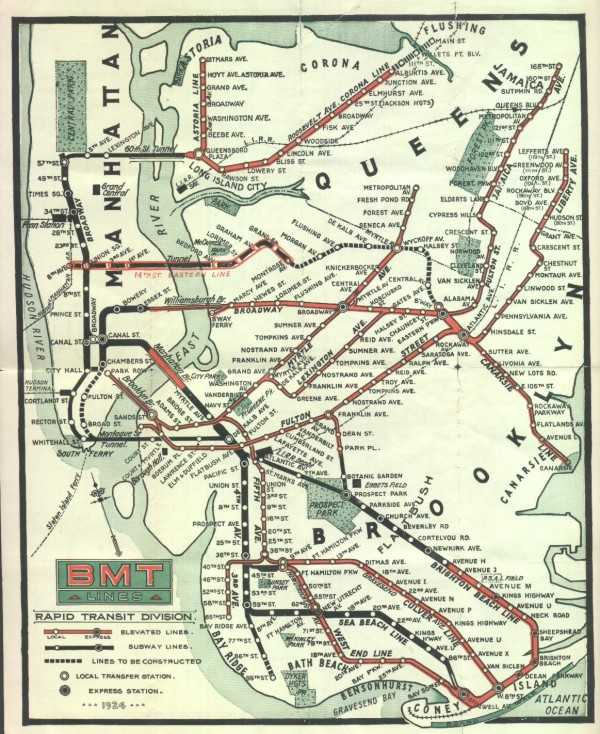
Le réseau de la BMT en 1924.

La Brooklyn-Manhattan Transit Corporation prit le contrôle des actifs de la Brooklyn Rapid Transit Company quatre années après qu'elle fît faillite, en 1923. Comme son prédécesseur, elle contrôlait plusieurs filiales chargées de l'exploitation de la grande majorité des lignes de métro et de tram de Brooklyn, ainsi que plusieurs extensions dans le Queens et à Manhattan. L'une de ces filiales, la New York Rapid Transit Corporation était chargée d'exploiter les lignes de métro, aériennes comme souterraines.
Immédiatement après la création de la BMT, qui survint quatre ans après la faillite de la précédente entité, le directeur Gerhard Melvin Dahl publia un document baptisé « Les vérités sur le métro » (Transit Truths) dans lequel il expliqua les difficultés auxquelles l'entreprise était confrontée. En particulier, il regretta que l'entreprise doive faire face à « l'opposition amère, personnelle et injuste » du maire John Francis Hylan, en poste à la tête de la ville de 1918 à 1925. Dans une autre lettre adressée à Hylan, il déclara ainsi: « Pendant sept ans, vous avez trompé et dupé les gens au sein de cette communauté... Pendant sept ans, vous avous êtes opposé à toute tentative d'alléger la situation du métro. Vous et vous seul êtes à blâmer pour la situation actuelle [...] et la situation déplorable de l'ensemble du réseau.».
Au début des années 1930, et sous l'impulsion du nouveau maire, Fiorello La Guardia, la BMT fut incitée à vendre ses activités à la ville de New York, qui désirait posséder et opérer l'ensemble des lignes de métro, souterraines et aériennes. Pour mener à bien cet objectif, la ville disposait de deux arguments de poids pour faire pression sur la BMT:
- Les dispositions des Dual Contracts, négociés en 1913 entre la ville de New York et les deux principales compagnies de l'époque, la BRT et l'IRT imposaient un plafond sur le montant maximum du prix des billets, fixé à 5 cents avant la Première Guerre mondiale et son inflation.
- La ville disposait du droit de reprendre le contrôle des lignes construites dans le cadre des Dual Contracts et auxquelles elle avait participé financièrement. cela signifiat que si la ville décidait d'appliquer cette clause, la BMT pourrait courir le risque de se retrouver avec un réseau fractionné dans la plupart des quartiers où elle opérait.

La BMT vendit finalement l'ensemble de ses activités de métro à la ville le 1er juin 1940. Elle fut suivie par l'Interborough Rapid Transit Company le 12 juin de la même année.

### Intégration et consolidation dans un réseau unique
Au lendemain de la Seconde Guerre mondiale, le plus récent des trois réseaux qui constituaient le métro de New York, l'IND, contrôlé et opéré par la ville, prit le contrôle d'une partie des infrastructures de l'ancienne BMT. Le premier projet fut une extension de la ligne D à partir de son terminus de Church Avenue via une connexion avec une ligne aujourd'hui disparue, l'IND Culver Line à Ditmas Avenue. À partir de 1954, les trois dernières stations de la Culver Line entre la Neuvième Avenue et Ditmas Avenue furent utilisées par la Culver Shuttle. Cette ligne fut supprimée en 1975 en raison de coupes budgétaires et fut démolie par la suite.
La liaison entre l'IND Queens Boulevard Line et la BMT Broadway Line au niveau de la 60th Street Tunnel Connection ouvrit en décembre 1955. Cette nouvelle ligne était utilisée par le BMT Brighton local, qui roulait auparavant jusqu'à Astoria, en direction de Forest Hills le long de l'IND GG local. En avril 1956, la nouvelle extension de l'IND Fulton Street Line (ligne A) à Brooklyn fut connectée la section reconstruite de la BMT Fulton Street Line, au niveau de la 80e rue dans le Queens. La portion de la BMT Fulton Street qui continuait à l'ouest de la 80e rue en direction de Rockaway Avenue fut par la suite démolie.
La fin des années 1950 et le début des années 1960 virent la réalisation du plus gros projet d'infrastructures de cette période avec la construction de la Chrystie Street Connection, l'une des quelques stations de liaison entre les réseaux de l'IND et de la BMT, ainsi que la construction de voies express sur l'IND Sixth Avenue Line. Ce projet permit entre autres de relier les lignes de l'IND Sixth Avenue Line et celles de la BMT qui circulaient sur le Manhattan Bridge (pour les trains express) et le Williamsburg Bridge (pour les local trains) en direction du Queens et de Brooklyn. (La desserte locale pouvait également passer par le Rutgers Street Tunnel qui existait déjà à l'époque). Les deux projets furent achevés en novembre 1967, donnant ainsi naissance à la plus grande plate-forme de détournement de circulation de l'histoire de la New York City Transit Authority. En conséquence, les anciennes sections de ligne BMT West End et BMT Brighton devinrent desservies par des lignes de l'IND exclusivement (lignes A à G).
Entre 1967 et 1976, une ligne de l'IND Sixth Avenue, baptisée KK puis K utilisa la connexion à la BMT Jamaica Line par le Williamsburg Bridge. Cette liaison fut supprimée pour des raisons budgétaires en 1976. En juin 2010, à la suite de nouvelles restrictions, la MTA remit en place la liaison sur la M.

## Réseau
- Ligne J
- Canarsie Line
- Ligne N
- Ligne Q
- Ligne R
- Ligne Z

- Ligne M (aujourd'hui rattachée à la IND Sixth Avenue Line)